# Malgretoute (Micoud)
Malgretoute es una localidad de Santa Lucía que forma parte del distrito de Micoud.